# Myrmeleon lineolus
Myrmeleon lineolus är en insektsart som beskrevs av Jules Pièrre Rambur 1842. Myrmeleon lineolus ingår i släktet Myrmeleon och familjen myrlejonsländor. Inga underarter finns listade i Catalogue of Life.